# Чикалов (хутір)
Чикалов (рос. Чикалов; адиг. Чикалов) — хутір Шовгеновського району Адигеї Росії. Входить до складу Дукмасовського сільського поселення.
Населення — 117 осіб (2015 рік).